# Шульга Федір Григорович
Федір Григорович Шульга (? — ?, Софія, Болгарське царство) — український громадсько-політичні та дипломатичний діяч. Лікар. Очолював посольство Української Народної Республіки в Болгарському царстві (1919–1920).

## Біографія
Закінчив Харківський університет, медичний факультет. Будучи студентом брав участь у революційному народовольському гуртку. Згодом разом зі своїми однодумцями виїхав на Кавказ, де організував експериментальну колонію переселенців з України. Там познайомився зі своєю майбутньою дружиною – Марією, за фахом педагогом.
Працював лікарем в Одесі. З 1899 року член Одеської громади. З 1905 року член-засновник «Просвіти» в Одесі, яку очолював Іван Луценко. З 1909 року Одеська громада Української демократично-радикальної партії перетворилася на громаду Товариства українських поступовців.
У 1908 році за участь в українській громадській роботі, йому погрожували звільненням із державної служби
Федір Шульга також брав участь у організації українського національного банку. Ідея його створення народилася у 1910 році, з ініціативи Степана Ерастова, та була підтримана українською громадою у Санкт-Петербурзі.
Євген Чикаленко, повернувшись з Одеси у 1909 році, занотував у своєму Щоденнику:
|                   | Сумно тепер там. Просив Михайла Комаря скликати громаду, але він каже, що тепер нема ніякої змоги зібрати, бо всі чисто розсварилися. І справді. 0б'їхав я майже всіх, хто був ще в доісторичній Громаді, себто до 1905 р. Сергій Шелухін та Іван Луценко страшенно лають Михайла Комаря, а особливо Федора Шульгу, кажуть, що він "почотний кадет", з яким ніякої української справи робити не можна. А Шульга каже, що Шелухин явно "тайний союзник", з яким соромно бути в якій-небудь справі… Справа українська в Одесі зовсім не посувається. |
| — Євген Чикаленко | |

У 1919–1920 рр. діяло Українське Товариство Червоного Хреста на чолі з Дмитром Дорошенком. Федір Шульга входив до складу тимчасового комітету Українського Товариства Червоного Хреста у Болгарському царстві.

Федір Шульга серед групи співробітників посольства УНР у Софії (Болгарія).

У Болгарському царстві справою повернення військовополонених українців безпосередньо
займалося Українське посольство. На початку вересня 1918 року, відповідно до умов Берестейського мирного договору, була створена спеціальна комісія у справах репатріації військовополонених українців. До її складу увійшов Федір Шульга.
У 1915 році брав участь у виданні українського літературного місячника «Основа» в Одесі.
24 жовтня 1917 року брав участь у продовольчому з'їзді, проведеному Центральною Радою в Києві; висловив своє розчарування відсутністю на з'їзді «українського духу». 
У 1918 році з'являється на українській політичні арені у період правління Павла Скоропадського. Він був претендентом на посаду міністра харчових справ у проекті гетьманського уряду, над яким працювали Євген та Левко Чикаленки з О. Скорописом-Йолтуховським. У жовтні 1918 р. кандидатура Федора Григоровича розглядалася на посаду товариша міністра внутрішніх справ Ігора Кістяківського.
У 1918–1919 рр. як секретар, радник посольства УНР в Болгарії, навідувався в Одесу у справах полонених, де контактувати передусім із Червоним Хрестом, який представляв Володимир Леонтович.
У жовтні 1918 року приїздив до Києва, де захворів на важку форму «іспанки» і хворим виїхав до Одеси. У листопаді 1918 року знову повернувся до Софії. де вживав усіх заходів, що попередити антигетьманське повстання в Українській Державі. Зокрема, особисто написав міністру продовольства Сергію Гербелю критичного листа, в якому засудив його участь у підготовці «Записки 10-ти міністрів», від 17 жовтня 1918 р. Також він писав, що викликав до себе у Варну О. Шульгина, якому запропонував їхати в Київ, з метою попередження державного перевороту в Українській Державі.
До серпня 1919 року — очолював Посольство Української Народної Республіки в Болгарському царстві.
До вересня 1920 році разом донькою Валентиною проживав у еміграції в Королівстві Сербів, Хорватів і Словенців, після чого переїхав у Крим. Звідки у листопаді 1920 року разом з врангелівцями, йому вдалося потрапити до Стамбулу, завдяки допомозі уповноваженого Російського Червоного Хреста Михайла Ханенка. З 12 грудня 1920 року він знову болгарській столиці у Софії. 
З 1921 по 1924 рік був членом Товариства єднання росіян в Болгарії. З грудня 1921 року член Торгово-промислового відділу при Товаристві єднання росіян в Болгарії.
У 1922 році до Болгарського царства переїхала з Одеси його дружина із меншою дочкою. 
У 1924 році в Одесі ходили чутки про смерть Федора Шульги.